# Кампореале (Палермо)
Кампореале (итал. Camporeale) је насеље у Италији у округу Палермо, региону Сицилија.
Према процени из 2011. у насељу је живело 3382 становника. Насеље се налази на надморској висини од 341 м.

## Становништво
| 1936. | 1951. | 1961. | 1971. | 1981. | 1991. | 2001. | 2011. |
| ----- | ----- | ----- | ----- | ----- | ----- | ----- | ----- |
| 6.096 | 6.730 | 6.093 | 5.266 | 5.126 | 4.371 | 3.716 | 3.448 |